# リベルダーデ大通り

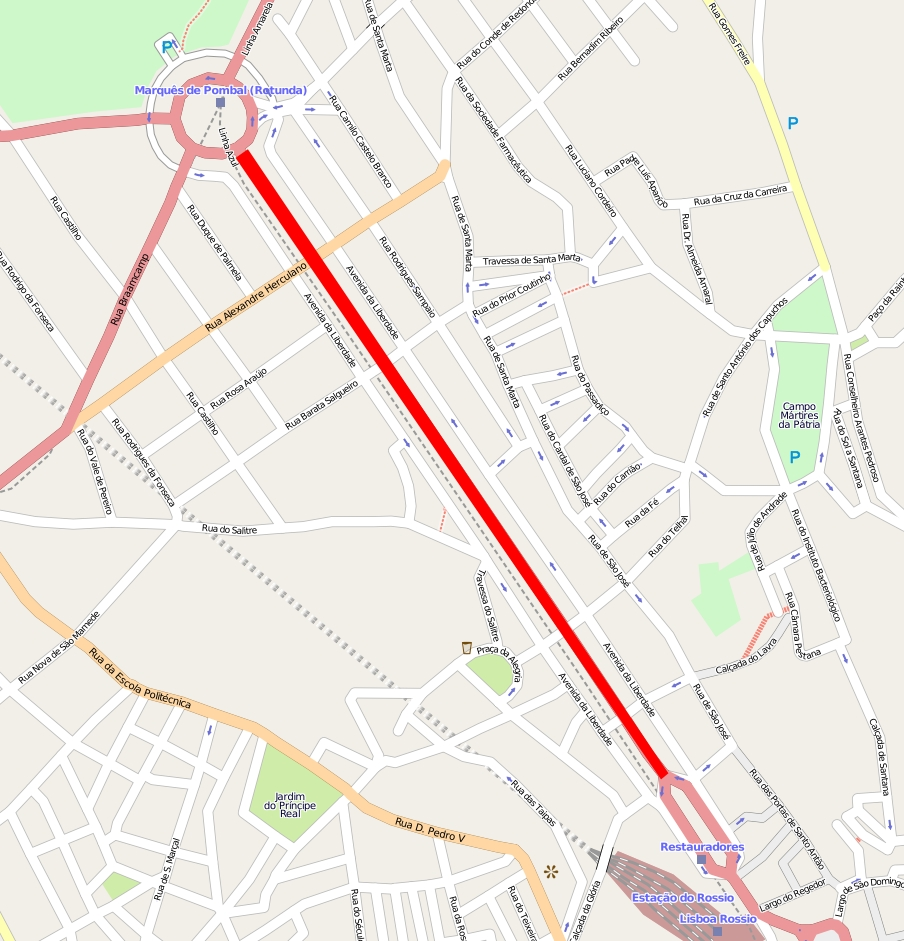
リベルダーデ大通りの範囲。

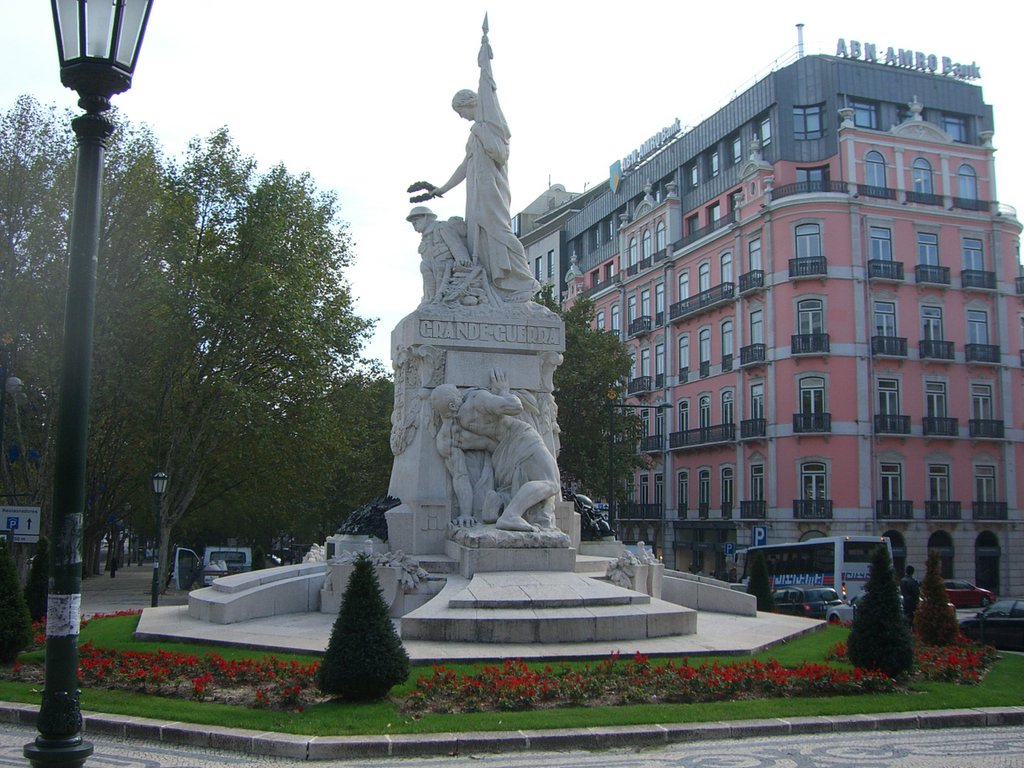
リベルダーデ大通りにある第一次世界大戦戦没者慰霊碑

リベルダーデ大通り （ポルトガル語: Avenida da Liberdade）は、ポルトガルの首都リスボン中心部の大通りである。「リベルダーデ」（ポルトガル語: liberdade）とは、「自由」の意。同大通りの北端はマルケス・デ・ポンバル広場、南端はレスタウラドーレス広場である。道幅90メートル、全長1,100メートル。

## 概要
同大通りは、1879年から1882年にかけ建設された。手本としたのは、パリの大通りである。同大通りの建設は、市が北側へ拡大する目印となった。
同大通り沿いの建物は、過去十年ほどで高層ビルやホテルに改装された。19世紀後半から21世紀初頭までのポルトガル建築が威容を誇る。歩道とラウンドアバウトは、多くの記念碑や像で飾られている。

## 名所・観光

### 像
- シモン・ボリバル
- アレシャンドレ・エルクラーノ（英語版）
- アルメイダ・ガレット（英語版）
- アントニオ・フェリシアーノ・デ・カスティーリョ（英語版）

### 碑
- 第一次世界大戦戦没者慰霊碑

## 交通
- リスボンメトロ 青線 : マルケス・デ・ポンバル駅、アヴェニーダ駅（ポルトガル語版）、レスタウラドーレス駅（ポルトガル語版）
- リスボンメトロ 黄色線 : マルケス・デ・ポンバル駅